# Saint-Cloud (stanice metra v Paříži)
Saint-Cloud je plánovaná stanice pařížského metra, která bude součástí linky 15 a linky 10, a bude se nacházet ve městě Saint-Cloud v departementu Hauts-de-Seine. Má být otevřena do roku 2031 a nabídne přestup na linky L a U Transilien přes nádraží stanici Saint-Cloud.